# خملة
الخَمْلَة هو نسيج منسوج من شعر الجمل أو الماعز وشاع نسجه اليوم من الماعز والحرير أو من الصوف والقطن. 